# Relaciones Argentina-Hungría
Las Relaciones Argentina-Hungría se refiere a las relaciones diplomáticas entre la República Argentina y Hungría. Argentina alberga una de las comunidades húngaras más grandes fuera de Hungría. Hay aproximadamente entre 30.000 y 40.000 argentinos de ascendencia húngara. Ambas naciones son miembros de las Naciones Unidas.

## Historia

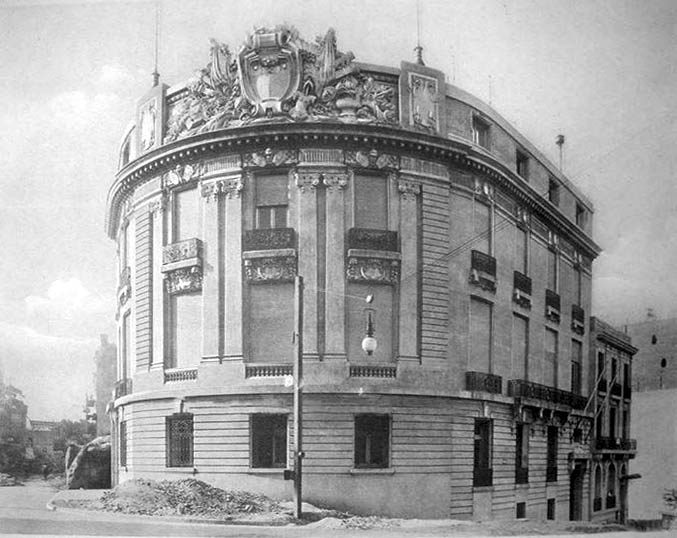
Embajada del Imperio austrohúngaro en Buenos Aires, 1914.

Se ha dicho que el primer húngaro que pisó actual territorio argentino fue János Varga, jefe de artillería de la expedición que Magallanes comandó alrededor de 1520.
Durante los siglos siguientes, los húngaros László Orosz, Fülöp Ferder y Ferenc Szerdahelyi llegan como parte de las Misiones jesuíticas. Este último se desempeña como jefe de la reducción de Apóstoles (Misiones).
En 1864 Argentina y el Imperio austríaco, parte del cual era el Reino de Hungría, establecieron relaciones diplomáticas. Y en 1867 una vez creado el  Imperio austrohúngaro se continuaron.
En 1870, Argentina y el Reino de Hungría firmaron un Tratado de Amistad, Comercio y Navegación.
Durante el siglo XIX fueron inmigrantes notables el general Juan Czetz, quien se casó con una sobrina de Juan Manuel de Rosas y fue uno de los principales organizadores del Colegio Militar de la Nación durante la presidencia de Domingo Faustino Sarmiento, el banquero e inversionista Carlos Mauricio Schweitzer y el coronel Mauricio Mayer.
A partir de fines de 1920, miles de húngaros emigraron a la Argentina, instalándose principalmente en Buenos Aires. A partir de la década de 1920 hubo una inmigración continua a la Argentina desde Hungría y desde las regiones pobladas por húngaros que se perdieron en el Tratado de Trianón.
En 1923, Argentina se convirtió en la primera nación de América Latina en reconocer la independencia de Hungría y la primera en restablecer las relaciones diplomáticas en junio de 1949.
Poco después de la Segunda Guerra Mundial, muchos húngaros de origen judío emigraron a la Argentina. Los migrantes económicos de Hungría fueron seguidos por aquellos que huyeron por razones políticas a la Argentina en la década de 1930, pero especialmente después de 1945. 
En 1992, el ministro de Relaciones Exteriores de Hungría, Géza Jeszenszky, realizó una visita a la Argentina. En marzo de 1993, el ministro de Relaciones Exteriores argentino, Guido Di Tella, realizó una visita oficial a Hungría. En abril de 1997, el presidente húngaro, Árpád Göncz, realizó una visita oficial a la Argentina, convirtiéndose en el primer jefe de gobierno húngaro en hacerlo. Durante su visita, se reunió con el presidente argentino, Carlos Menem.
En octubre de 2016, el vice primer ministro húngaro, Zsolt Semjén, realizó una visita a la Argentina para conmemorar la fundación de la primera comunidad húngara en Argentina y para conmemorar el 60 aniversario de la Revolución húngara de 1956.

## Visitas de alto nivel

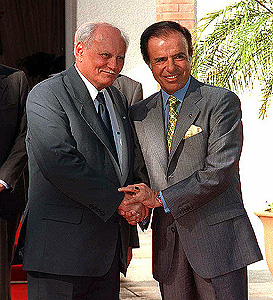
El presidente de Argentina Carlos Menem con el presidente de Hungría Árpád Göncz en Buenos Aires; abril de 1997.

Visitas de alto nivel de Argentina a Hungría
- Ministro de Relaciones Exteriores Guido Di Tella (1993)

Visitas de alto nivel de Hungría a Argentina
- Ministro de Comercio István Szurdi (1967)
- Primer viceministro Lajos Faluvégi (1982)
- Ministro de Relaciones Exteriores Péter Veress (1986)
- Presidente Károly Németh (1987)
- Ministro de Relaciones Exteriores Géza Jeszenszky (1992)
- Ministro de Relaciones Exteriores László Kovács (1997)
- Presidente Árpád Göncz (1997)
- Ministro de Relaciones Exteriores Péter Balázs (2010)
- Ministro de Relaciones Exteriores János Martonyi (2012)
- Ministro de Relaciones Exteriores Péter Szijjártó (2013)
- Primer viceministro Zsolt Semjén (2016)
- Primer Ministro Viktor Orbán (2023)

## Acuerdos bilaterales
Ambas naciones han firmado varios acuerdos bilaterales como un Tratado de Amistad, Comercio y Navegación (1870); Acuerdo de cooperación comercial y financiera (1948); Acuerdo de intercambio de información para el control de mercancías y medios de transporte (1997); Acuerdo de cooperación en la lucha contra el tráfico ilícito de mercancías (1997); Acuerdo de ayuda mutua en el cobro de la deuda aduanera (1997); Convenio de Cooperación en Educación (2013); y un Acuerdo de Cooperación Económica (2015).

## Misiones diplomáticas residentes
- Argentina tiene una embajada en Budapest.[11]
- Hungría tiene una embajada en Buenos Aires.[12]

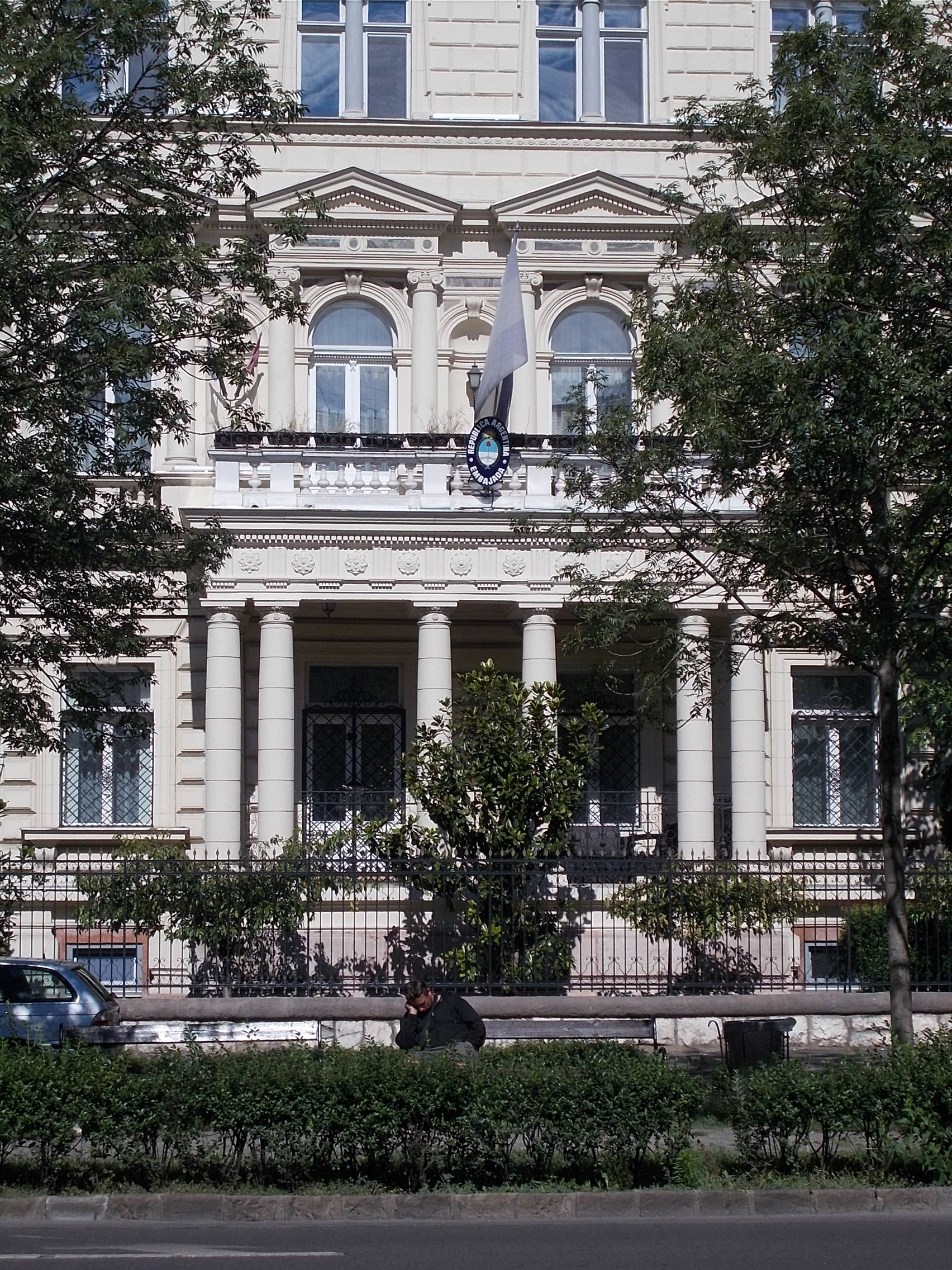
Embajada de Argentina en Budapest
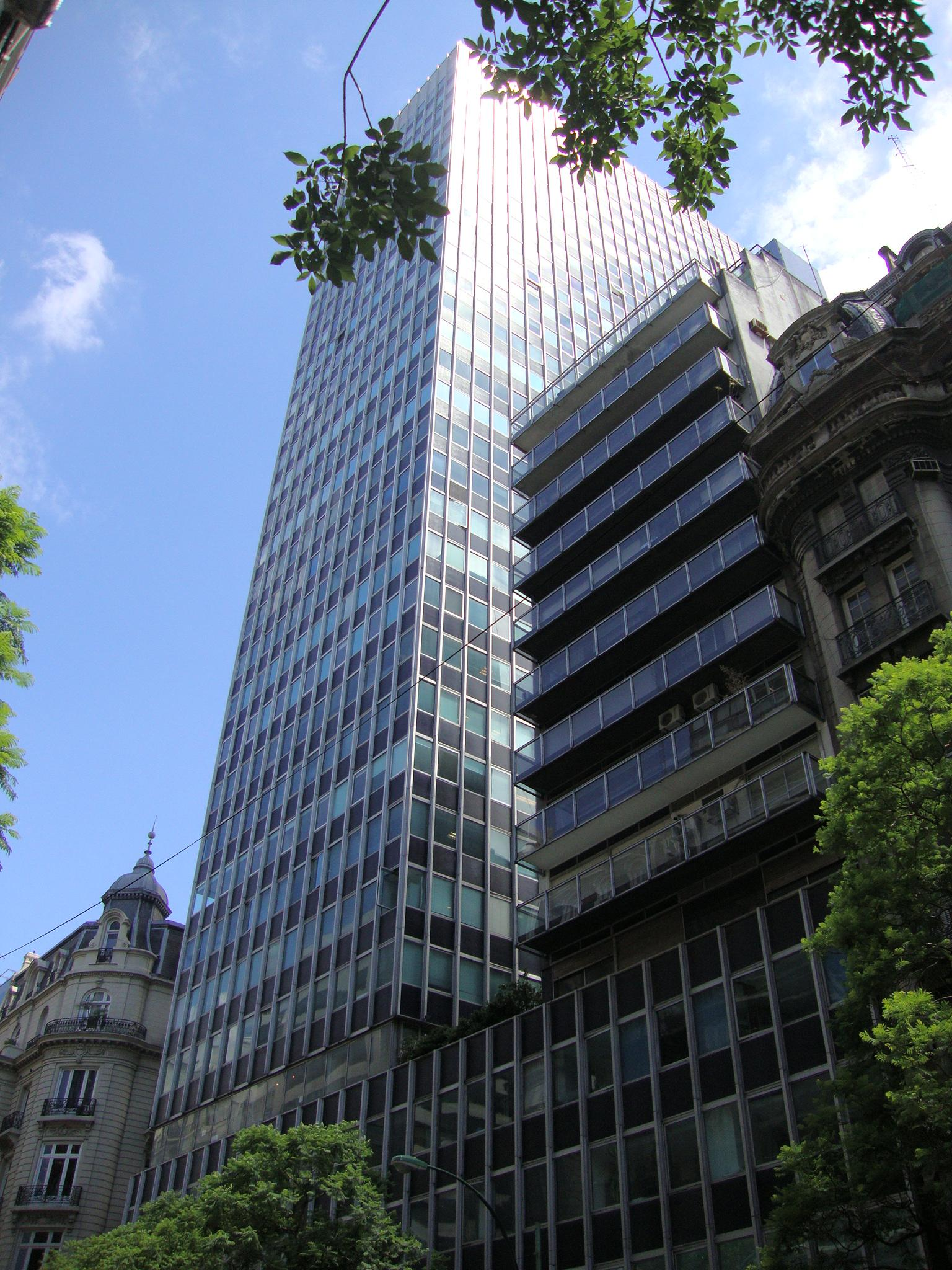
Torre Brunetta alojando a la Embajada de Hungría en Buenos Aires